# Hemidactylus triedrus
Hemidactylus triedrus är en ödleart som beskrevs av  Daudin 1802. Hemidactylus triedrus ingår i släktet Hemidactylus och familjen geckoödlor.

## Underarter
Arten delas in i följande underarter:
- H. t. lankae
- H. t. triedrus